# Joaquim Albanell i Vilas
Joaquim Albanell i Vilas (Malla, Osona, 1843 — Vic, Osona, 1917) va ser un autor dramàtic català.
Impulsor del teatre catòlic. A les seves peces Misèries humanes (1886), Víctima del maçonisme (1888), Lo sufragi universal (1891), Fruïts anàrquics (1892), L'oncle Geroni (1910), entre d'altres, va combatre el liberalisme, així com aquelles tendències que podien propugnar una evolució social.
També va compondre uns “Pastorets”, titulats La venjança de Jesús. El 1921 Pau Rosés va compondre un drama bíblic en tres actes amb el seu llibret.
Eusebi Bosh i Humet va escriure el 1899 Fam d'or, op. 84, una sarsuela en 3 actes, amb llibret de Joaquim Albanell.